# DART (satélite artificial)
DART (Demonstration for Autonomous Rendezvous Technology) fue un satélite artificial de la NASA diseñado para desarrollar y demostrar capacidades de navegación y encuentro autónomas en naves no tripuladas. Fue lanzado el 15 de abril de 2005 mediante un cohete Pegasus XL desde Point Arguello, tras multitud de aplazamientos.
Unas horas después de su puesta en órbita, DART acudió al encuentro con el satélite MUBLCOM (Multiple-Path Beyond-Line-of-Sight Communications), un satélite de comunicaciones lanzado en 1999. DART identificó a MUBLCOM correctamente y comenzó la aproximación automatizada al mismo hasta llegar a una distancia de unos 100 metros, cuando una serie de problemas implicando a diversos sistemas (navegación, control del propelente y evitamiento de colisiones) llevaron a un impacto suave entre las dos naves y la consiguiente retirada de DART.
El satélite no tenía capacidad para ser pilotado interactivamente desde tierra ni para cargar una nueva programación tras el lanzamiento, por lo que todas las operaciones orbitales se llevaron a cabo bajo navegación autónoma. La misión planeada debería haber durado 24 horas, pero el fallo prematuro en el encuentro espacial tuvo lugar a las 11 horas de iniciada la misión. A pesar de todo, la misión demostró la utilidad de las tecnologías usadas en la misión.